# جينا إلفمان
جينا إلفمان (بالإنجليزية: Jenna Elfman)، واسمها الكامل جينيفر ماري إلفمان، من مواليد 30 سبتمبر 1971م، وهي ممثلة أمريكية في الأفلام والمسلسلات، حصلت على جائزة غولدن غلوب لأفضل ممثلة في المسلسلات التلفزيونية الكوميدية أو الموسيقية عام 1997 م.

## وصلات خارجية
- Jenna Elfman's official site
- جينا إلفمان على موقع IMDb (الإنجليزية)
- جينا إلفمان على موقع ميتاكريتيك (الإنجليزية)
- جينا إلفمان على موقع روتن توميتوز (الإنجليزية)
- جينا إلفمان على موقع قاعدة بيانات الأفلام العربية
- جينا إلفمان على موقع ألو سيني (الفرنسية)
- جينا إلفمان على موقع أول موفي (الإنجليزية)
- جينا إلفمان على موقع قاعدة بيانات الأفلام السويدية (السويدية)
- جينا إلفمان على موقع إن إن دي بي (الإنجليزية)
- جينا إلفمان على موقع قاعدة بيانات الفيلم (الإنجليزية)
- جينا إلفمان على موقع ليتربوكسد (الإنجليزية)